# Kisbér
Kisbér é uma cidade da Hungria, situada no condado de Komárom-Esztergom. Tem 52,17 km² de área e sua população em 2019 foi estimada em 5.336 habitantes.